# Fabian Conrad
Fabian Conrad (* 16. April 1985) ist ein ehemaliger deutscher Duathlet und Triathlet.

## Werdegang
Fabian Conrad wuchs in Roth auf und er betreibt Triathlon seit 1997. Als 15-Jähriger wurde er in den bayerischen Nachwuchskader aufgenommen. Seit 2004 wird er von Matthias Fritsch trainiert. Er begann zunächst mit kürzeren Triathlondistanzen.
2007 konnte er bei der Ironman 70.3 World Championship in Clearwater (Florida, USA) mit einem zwanzigsten Platz in der Gesamtwertung seine Altersklasse M18–24 gewinnen.
2008 startete er erstmals über die Ironman-Distanz beim Challenge Roth, erreichte allerdings nicht das Ziel. Seinen ersten Triathlon über die Langdistanz absolvierte er dann 2009 beim Challenge Roth mit einer Zeit von 8:33:00 Stunden. Conrad wurde 22. des Gesamtfeldes und als schnellster unter den Teilnehmern unter 25 Jahre Deutscher Meister in seiner Altersklasse. Ab 2010 startete Fabian Conrad mit einer Profilizenz.
2012 siegte Conrad beim TriStar Germany in Worms über die Distanz 1 km Schwimmen, 100 km Radfahren und 10 km Laufen.

### Sieger Race Across America 2012
Mit dem Team twenty.six gewann Conrad im Juni 2012 mit einer Zeit von 5 Tagen, 18 Stunden und 55 Minuten eines der härtesten Radrennen der Welt, das Race Across America. Zusammen mit Florian Lechner, Lasse Ibert und Tobias Matulla bildeten sie das jüngste Siegerteam in der 4er-Team-Wertung der Geschichte der Veranstaltung. Dieser Wettkampf beginnt an der Westküste der USA in Oceanside (Kalifornien) und endet an der Ostküste in Annapolis (Maryland). In der Teamwertung hat immer mindestens ein Fahrer auf der Strecke zu sein, die anderen Teammitglieder können sich in dieser Zeit in einem Begleitfahrzeug erholen. Anders als bei Etappenwettkämpfen, wie etwa der Tour de France, ist das Race Across America ein ununterbrochener Wettkampf, das heißt, dass das Rennen auch Nachts ohne Unterbrechung weiter läuft. Über die Strecke von 4817 km betrug der Gesamtschnitt des Team twenty.six 34,68 km/h.
Bis 2013 gehörte er dem Perspektivteam des Team Erdinger Alkoholfrei an. Beim Ironman 70.3 Pocono Mountains, wo aufgrund starker Strömungen das Schwimmen entfiel, wurde er Dritter. Des Weiteren wurde er beim Ironman Florida Zwölfter.
Seit dem Jahr 2013 startet er für das Team Arndt und seit 2014 ist er wieder als Amateur aktiv. Zusammen mit Martin Pühler bietet er heute Trainingsprogramme an.

## Sportliche Erfolge
| Datum/Jahr    | Rang | Wettbewerb                                         | Austragungsort        | Zeit     | Bemerkung |
| ------------- | ---- | -------------------------------------------------- | --------------------- | -------- | --- |
| 15. Juni 2014 | 12   | DTU Deutsche Meisterschaft Triathlon Mitteldistanz | Kraichgau             | 04:32:19 | beim Challenge Kraichgau |
| 1. Sep. 2013  | 6    | Challenge Walchsee-Kaiserwinkl                     | Walchsee              | 04:09:42 | |
| 10. Juni 2012 | 1    | TriStar Worms                                      | Worms                 | 03:23:54 | 1 km Schwimmen, 100 km Radfahren und 10 km Laufen |
| 2. Okt. 2011  | 3    | Ironman 70.3 Pocono Mountains                      | Pennsylvania          | 03:35:35 | Die Schwimmdisziplin in Stroudsburg wurde aufgrund gefährlicher Strömungen abgesagt. Dritter Platz hinter Bart Aernouts und Zach Ruble auf der halben Ironman-Distanz |
| 4. Sep. 2011  | 6    | Cologne 226 Half                                   | Köln                  | 04:10:47 | 3. Platz AK 25 |
| 28. Aug. 2011 | 1    | Neustädter Volkstriathlon                          | Neustadt an der Aisch | 00:56:18 | 0,4 km Schwimmen, 20 km Radfahren und 5 km Laufen |
| 19. Juni 2011 | 2    | Stadttriathlon Erding                              | Erding                | 02:02:38 | Zweiter Platz hinter Andreas Raelert und vor Ralf Preissl über 1,5 km Schwimmen, 44,5 km Radfahren und 10 km Laufen                                                   |
| 29. Mai 2011  | 16   | Half Challenge Barcelona                           | Barcelona             | 03:58:53 | Zweitbester Deutscher nach Christian Ritter |
| 21. Jan. 2011 | 3    | Israman                                            | Eilat                 | 04:40:17 | Dritter Platz hinter Gilad Rotem und Lothar Leder auf der halben Ironman-Distanz                                                                                      |
| 5. Sep. 2010  | 9    | Cologne 226 Half                                   | Köln                  | 04:03:42 | 3. Rang der Altersklasse M25 |
| 27. Juni 2010 | 4    | Rothsee Triathlon                                  | Hilpoltstein          | 01:56:39 | 2. Rang der Altersklasse M25 |
| 20. Juni 2010 | 7    | Stadttriathlon Erding                              | Erding                | 02:01:37 | [ 10 ] |
| 28. Juni 2009 | 6    | Rothsee Triathlon                                  | Hilpoltstein          | 01:58:25 | 2. Rang der Altersklasse M20 |
| 21. Juni 2009 | 5    | Stadttriathlon Erding                              | Erding                | 02:09:58 | [ 12 ] |
| 30. Mai 2009  | 4    | Vienna City Triathlon                              | Wien                  | 04:07:35 | 1. Rang der Altersklasse TM20 |
| 8. Nov. 2008  | 43   | Ironman 70.3 World Championship                    | Clearwater            | 04:02:07 | 4. Rang der Altersklasse M18–24 |
| 29. Juni 2008 | 7    | Rothsee Triathlon                                  | Hilpoltstein          | 02:01:45 | 1. Rang der Altersklasse M20 |
| 24. Mai 2008  | 31   | Ironman 70.3 Austria                               | St. Pölten            | 04:13:48 | Zweiter der Altersklasse 18–24 |
| 11. Nov. 2007 | 20   | Ironman 70.3 World Championship                    | Clearwater            | 03:58:59 | Sieger der Altersklasse M18–24 und bester Deutscher |
| 2. Juni 2007  | 32   | Ironman 70.3 Austria                               | St. Pölten            | 04:26:30 | 5. Rang der Altersklasse M18–24 |

| Datum/Jahr    | Rang | Wettbewerb                  | Austragungsort | Zeit     | Bemerkung |
| ------------- | ---- | --------------------------- | -------------- | -------- | --- |
| 6. Okt. 2013  | 6    | Challenge Barcelona-Maresme | Barcelona      | 08:16:02 | persönliche Bestzeit |
| 30. Sep. 2012 | 8    | Challenge Barcelona-Maresme | Barcelona      | 08:28:50 | als zweitbester Deutscher hinter dem Drittplatzierten Per Bittner                                                                     |
| 15. Juli 2012 | 9    | Ironman Switzerland         | Zürich         | 08:57:50 | als bester Deutscher |
| 5. Nov. 2011  | 12   | Ironman Florida             | Panama City    | 08:36:09 | drittbester Deutscher nach Frank Vytrisal und Felix Schumann                                                                          |
| 10. Juli 2011 | 26   | Challenge Roth              | Roth           | 08:44:44 | 3. Platz AK 25 |
| 3. Okt. 2010  | 81   | Challenge Barcelona-Maresme | Barcelona      | 10:05:19 | [ 19 ] |
| 12. Juli 2009 | 22   | Challenge Roth              | Roth           | 08:33:00 | Deutscher Meister Langdistanz M20 und Deutscher Mannschaftsmeister Langdistanz HDI TSG Roth mit Marcus Mittelstädt und Bernd Eichhorn |
| 13. Juli 2008 | DNF  | Challenge Roth              | Roth           | –        | |

| Datum/Jahr    | Rang | Wettbewerb            | Austragungsort | Zeit     | Bemerkung |
| ------------- | ---- | --------------------- | -------------- | -------- | --- |
| 7. Mai 2011   | 2    | Duathlon Burgoberbach | Burgoberbach   | 01:14:14 | Duathlon über 5 km Laufen, 24 km Radfahren und 5 km Laufen |
| 4. Dez. 2010  | 1    | Bike & Run            | Ungerthal      |          | zusammen mit Michael Knautz (HDI TSG Roth); bei diesem Wettkampf müssen zwei Teamkollegen 17 km mit einem Fahrrad zurücklegen; wer dabei welche Distanz läuft oder Rad fährt, bleibt dem Team selbst überlassen |
| 1. Mai 2010   | 3    | Duathlon Hilpoltstein | Hilpoltstein   | 01:28:26 | Duathlon über 8 km Laufen, 30 km Radfahren und 3 km Laufen. |
| 29. Apr. 2007 | 2    | Duathlon Hilpoltstein | Hilpoltstein   | 01:28:37 | 1. Rang der Altersklasse M20 |

(DNF – Did Not Finish)